# أولمبيين (ميزوري)
أولمبيين (بالإنجليزية: Olympian Village city, Missouri)‏ هي قرية تقع بولاية ميزوري في الولايات المتحدة. تبلغ مساحتها 1.35 كم2، وترتفع عن سطح البحر 183 م، بلغ عدد سكانها 774 نسمة في عام 2010 حسب إحصاء مكتب تعداد الولايات المتحدة وتصل الكثافة السكانية فيها 573.3 نسمة لكل كيلومتر مربع (1,484.8/ميل2).

## التركيبة السكانية
حدّد مكتب تعداد الولايات المتحدة بيانات التركيبة السكانية لأولمبيين في تعداد الولايات المتحدة. في ما يلي، التركيبة السكانية حسب تعدادي 2000 و2010.

### تعداد عام 2000
بلغ عدد سكان أولمبيين 669 نسمة بحسب تعداد عام 2000، وبلغ عدد الأسر 217 أسرة وعدد العائلات 182 عائلة مقيمة في القرية. في حين سجلت الكثافة السكانية 495.6 نسمة لكل كيلومتر مربع (1,283.6/ميل2). وبلغ عدد الوحدات السكنية 232 وحدة بمتوسط كثافة قدره 171.9 لكل كيلومتر مربع (445.2/ميل2).
وتوزع التركيب العرقي للقرية بنسبة 97.61% من البيض و0.30% من الأمريكيين الأصليين و1.49% من الأمريكيين ذوي الأصول الآسيوية و0.60% من عرقين مختلطين أو أكثر و0.60% من الهسبانيون أو اللاتينيون من أي عرق.
بلغ عدد الأسر 217 أسرة كانت نسبة 47.5% منها لديها أطفال تحت سن الثامنة عشر تعيش معهم، وبلغت نسبة الأزواج القاطنين مع بعضهم البعض 64.1% من أصل المجموع الكلي للأسر، ونسبة 12.4% من الأسر كان لديها معيلات من الإناث دون وجود شريك، بينما كانت نسبة 7.4% من الأسر لديها معيلون من الذكور دون وجود شريكة وكانت نسبة 16.1% من غير العائلات. تألفت نسبة 12% من أصل جميع الأسر من عدة أفراد يعيشون في نفس المنزل ونسبة 4.1% كانت تتألف من شخص يعيش بمفرده يبلغ من العمر 65 عاماً أو أكثر. وبلغ متوسط حجم الأسرة المعيشية 3.08، أما متوسط حجم العائلات فبلغ 3.30.
بلغ العمر الوسطي للسكان 30.4 عاماً. وكانت نسبة 29.6% من القاطنين تحت سن الثامنة عشر، وكانت نسبة 10.8% بين الثامنة عشر والرابعة والعشرين عاماً، ونسبة 33.3% كانت واقعةً في الفئة العمرية ما بين الخامسة والعشرين والرابعة والأربعين عاماً، ونسبة 20% كانت ما بين الخامسة والأربعين والرابعة والستين، ونسبة 6.3% كانت ضمن فئة الخامسة والستين عاماً فما فوق. يوجد لكل 100 أنثى 97.9 ذكر، ويوجد لكل 100 أنثى في الثامنة عشر من عمرها فما فوق 103.0 ذكر.
بلغ متوسط دخل الأسرة في القرية 41,447 دولارًا، أما متوسط دخل العائلة فبلغ 43,438 دولارًا. وكان متوسط دخل الذكور 30,694 دولارًا مقابل 19,514 دولارًا للإناث. وسجل دخل الفرد الخاص بالقرية 14,928 دولارًا. وكانت نسبة 9.3% من العائلات ونسبة 10.2% من السكان تحت خط الفقر، وكان من هؤلاء نسبة 11.6% تحت سن الثامنة عشر ونسبة 0% في الخامسة والستين من العمر وما فوق.

### تعداد عام 2010
بلغ عدد سكان أولمبيين 774 نسمة بحسب تعداد عام 2010، وبلغ عدد الأسر 246 أسرة وعدد العائلات 201 عائلة مقيمة في القرية. في حين سجلت الكثافة السكانية 573.3 نسمة لكل كيلومتر مربع (1,484.8/ميل2). وبلغ عدد الوحدات السكنية 264 وحدة بمتوسط كثافة قدره 195.6 لكل كيلومتر مربع (506.6/ميل2).
وتوزع التركيب العرقي للقرية بنسبة 97.29% من البيض و0.39% من الأمريكيين الأفارقة و0.26% من الأمريكيين الأصليين و0.52% من الأمريكيين ذوي الأصول الآسيوية و0.39% من الأعراق الأخرى و1.16% من عرقين مختلطين أو أكثر و1.55% من الهسبانيون أو اللاتينيون من أي عرق.
بلغ عدد الأسر 246 أسرة كانت نسبة 49.6% منها لديها أطفال تحت سن الثامنة عشر تعيش معهم، وبلغت نسبة الأزواج القاطنين مع بعضهم البعض 54.5% من أصل المجموع الكلي للأسر، ونسبة 20.7% من الأسر كان لديها معيلات من الإناث دون وجود شريك، بينما كانت نسبة 6.5% من الأسر لديها معيلون من الذكور دون وجود شريكة وكانت نسبة 18.3% من غير العائلات. تألفت نسبة 13% من أصل جميع الأسر من عدة أفراد يعيشون في نفس المنزل ونسبة 4.1% كانت تتألف من شخص يعيش بمفرده يبلغ من العمر 65 عاماً أو أكثر. وبلغ متوسط حجم الأسرة المعيشية 3.15، أما متوسط حجم العائلات فبلغ 3.27.
بلغ العمر الوسطي للسكان 32.2 عاماً. وكانت نسبة 30.9% من القاطنين تحت سن الثامنة عشر، وكانت نسبة 9.3% بين الثامنة عشر والرابعة والعشرين عاماً، ونسبة 28.7% كانت واقعةً في الفئة العمرية ما بين الخامسة والعشرين والرابعة والأربعين عاماً، ونسبة 25.3% كانت ما بين الخامسة والأربعين والرابعة والستين، ونسبة 5.8% كانت ضمن فئة الخامسة والستين عاماً فما فوق. وتوزع التركيب الجنسي للسكان بنسبة 47.8% ذكور و52.2% إناث.